# Gualtiero Marchesi
Gualtiero Marchesi (Milano, 19 marzo 1930 – Milano, 26 dicembre 2017) è stato un cuoco e gastronomo italiano.
Viene unanimemente considerato il fondatore della nuova cucina italiana e, a parere di molti, lo chef italiano più noto nel mondo e quello che ha maggiormente contribuito allo sviluppo della cucina italiana, ponendo la cultura culinaria italiana tra le più importanti del mondo.

## Biografia
Gualtiero Marchesi nasce il 19 marzo 1930 a Milano, da una famiglia di albergatori e ristoratori originaria di San Zenone al Po (Pavia) da parte paterna e di Moena (Trento) da parte materna grazie alla quale muove i primi passi in ambito gastronomico e nella ricerca del proprio personale percorso culinario. Nel dopoguerra si trasferisce in Svizzera, dove perfeziona le sue conoscenze frequentando, dal 1948 al 1950, la scuola alberghiera di Lucerna.
Rientrato in Italia, rimane a lavorare per alcuni anni nell'albergo di famiglia, per poi proseguire il suo perfezionamento a Parigi.

Gualtiero Marchesi ospite di una puntata del programma televisivo Mixer cultura nel 1987

Nel 1977 apre il suo primo ristorante nel capoluogo lombardo, ottenendo nel 1978 il riconoscimento di una stella dalla Guida Michelin. Nel 1986 il ristorante di Marchesi è il primo in Italia ad ottenere il riconoscimento di tre stelle della guida francese, passando a due dal 1997 in avanti. Al riconoscimento della Guida Michelin fa seguito il conferimento dell'onorificenza di commendatore nel 1991 da parte del Presidente della Repubblica Francesco Cossiga.
Alcuni allievi e collaboratori di Marchesi sono successivamente diventati celebri chef, come Carlo Cracco, Pietro Leemann, Ernst Knam, Davide Oldani, Paola Budel, Vittorio Beltramelli e Daniel Canzian.
Nel 2004 ricopre il ruolo di Rettore di ALMA, la Scuola Internazionale di Cucina Italiana, con sede a Colorno (Parma), per poi decidere nel 2014 di fondare a Milano in via Bonvesin de la Riva la scuola di alta formazione per cuochi, l'Accademia Gualtiero Marchesi. Nel 2008 fonda la Italian Culinary Academy a New York.
Il 19 marzo 2010, in occasione dei suoi ottant'anni, nasce la Fondazione Gualtiero Marchesi, che si prefigge come obiettivo la diffusione del bello e del buono in tutte le arti, dalla musica alla pittura, dalla scultura alla cucina. Nel 2017 gli viene attribuito dalla Camera dei deputati il Premio America della Fondazione Italia USA.
Muore all'età di 87 anni nella sua casa di Milano il 26 dicembre 2017. I funerali si svolgono presso la Chiesa di Santa Maria del Suffragio a Milano, dove erano presenti, oltre ai familiari, numerosi esponenti della cucina e della ristorazione di alto livello in Italia. Successivamente la salma viene tumulata nel cimitero di San Zenone al Po, nella tomba di famiglia.
La cucina di Gualtiero Marchesi, così come da lui pensata, viene portata avanti dai suoi discepoli nel ristorante La Terrazza Gualtiero Marchesi del Grand Hotel Tremezzo grazie alla supervisione continua della sua Fondazione e all'attività di Enrico Dandolo, CEO del Gruppo Gualtiero Marchesi e di Osvaldo Presazzi, Executive Chef del Grand Hotel Tremezzo.

### Vita privata
Marchesi era sposato con Antonietta Cassisa, pianista e insegnante di pianoforte di origine siciliana, morta nel giugno 2016, con cui ha avuto due figlie, Simona (1963) e Paola (1966), che gli hanno dato cinque nipoti.

## La contestazione con Michelin
Nel giugno 2008 Marchesi contesta il sistema di attribuzione dei punteggi della guida Michelin e "restituisce" le stelle, affermando di voler ricevere solo commenti e non punteggi. Come risultato, nell'edizione 2009, il ristorante di Marchesi rimane citato sulla guida unicamente come il ristorante dell'albergo in cui ha sede, senza i riconoscimenti di prestigio e senza nessuno dei commenti voluti da Marchesi.
(Gualtiero Marchesi, novembre 2008)

## L'amore per l'arte e la mostra al Castello Sforzesco
Gualtiero Marchesi è stato appassionato per tutta la sua vita dell'arte in tutte le sue forme. Già nei suoi primi anni di attività entrò in contatto con Aldo Calvi, pittore e poeta, che rafforzò il suo amore per l'arte in modo definitivo. In quegli anni incontrò per la prima volta anche la sua futura moglie, musicista, che fece nascere in lui la passione per il mondo musicale. Il giovane Marchesi dichiarò: «Smetto di suonare perché devo creare una cucina nuova, inconcepibile per il nostro paese; è ora di rivoluzionare le portate, la presentazione, la carta dei vini. Questo è un momento fondamentale, è la rivoluzione culinaria postmusicale!».
Nella primavera del 2010 viene inaugurata a Milano, al Castello Sforzesco, una mostra a lui dedicata, che ripercorre i passi e i momenti della sua esperienza, fra arte, cucina e successo internazionale, descrivendo il percorso dello chef che ha ispirato gran parte degli chef italiani di oggi.
Poco prima della morte, assieme ad artisti e autori come Giovanni Anceschi, Enrico Baj, Gillo Dorfles, Maria Mulas e Giulia Niccolai, Marchesi partecipa al numero quattordici di BAU.

## Riconoscimenti
- 2009: Madrid - "Grembiule d'Oro" e "Premio internazionale alla carriera"
- 2011: Valencia - Medaglia d'Oro del Congresso Mondiale del riso
- 2015: Forte dei Marmi - "Premio Versilia Gourmet" Eccellenza Italiana[17][18]

## Onorificenze

### Italiane
- gennaio 2013, Premio Nonino speciale "Risit d'Âur".[22]

### Straniere
- 22 ottobre 2002, Grand Prix Mémoire et Gratitude, Accademia Internazionale della Gastronomia (Academie International de la Gastronomie)
- giugno 2007 Premio Internazionale ENOGA

## Doppiaggio

### Film d'animazione
- Lessard in Ratatouille (2007).

## Opere
- “La mia nuova grande cucina italiana”, Rizzoli Editore, Milano - 1980
- “La cuisine italienne réinventée. Les recettes originales de Gualtiero Marchesi”, Éditions Robert Laffont, Paris - 1983
- “Il codice del buongustaio”, Rizzoli Editore, Milano - 1985 Gualtiero Marchesi, “Oltre il fornello”, Rizzoli Editore, Milano - 1986
- “La cucina regionale italiana”, Mondadori Editore, Milano - 1989
- con Luca Vercelloni, “L'arte dell'imbandigione. Storia estetica della cucina”, Guanda Editore, Parma - 1992
- con Anna Bartolini, “L'Europa in tavola”, Rizzoli Editore, Milano - 1992
- “Sapere di sapori – A relish for flavour”, Grand Gourmet Editore, Milano - 2000
- “Sapere di sapori – A relish for flavour”, La Marchesiana Editore, Milano - 2003
- “Il Codice Marchesi – The Marchesi Code”, La Marchesiana Editore - 2006
- “Oltre il fornello”, Rizzoli Editore, Milano - 2009
- con Nicola Salvatore e Aldo Spoldi, sotto pseudonimo collettivo Angelo Spettacoli, “Il bello è il buono. Filosofia, tecnica e cucina delle belle arti”, Skira Editore, Milano - 2009
- con Carlo Giuseppe Valli, “Marchesi si nasce, questa è la mia storia”, Rizzoli Editore, Milano - 2010
- “Gualtiero Marchesi e la Grande Cucina Italiana” a cura di G. Leone, La Marchesiana Editore, Milano - 2010
- "Gualtiero Marchesi - La logica delle cose semplici" a cura di N. Dal Falco, I quaderni della Fondazione Gualtiero Marchesi editi da La Marchesiana Editore, Milano - 2010
- con Fabiano Guatteri, "L'Almanacco in cucina", Rizzoli Editore, Milano, 2012
- "Opere / Works", Cinquesensi Editore, Lucca, 2016
- "Tavolo" per Riva 1920, 2011.